# Zach LaVine
Zachary Thomas LaVine , né le 10 mars 1995 à Renton (État de Washington), est un joueur professionnel américain de basket-ball. Il évolue actuellement au poste d'arrière voire d'ailier aux Kings de Sacramento en National Basketball Association (NBA).
Il remporte le Slam Dunk Contest en 2015 (devant Victor Oladipo) et en 2016 (devant Aaron Gordon).

## Biographie
Zach LaVine est né le 10 mars 1995 à Renton dans la banlieue de Seattle. Il commence son cursus lycéen chez les Cougars de Bothell High School en jouant au poste de meneur de jeu. Durant sa saison junior, il grandit de 7 cm passant de 1,84 m à 1,91 m. Il est scouté par les universités comme les Bruins d'UCLA, les Cougars de Washington State ou les Cardinals de Louisville. En octobre 2012, il s'engage pour les Bruins d'UCLA. Il termine son année senior avec des statistiques de 28,5 points, 3,4 rebonds et 2,5 passes décisives.  

### Famille
Son père Paul a joué en NFL pour les Seattle Seahawks. Sa mère est une ancienne joueuse de soft ball (variante féminine du baseball).

### Carrière universitaire
En 2013, il rejoint les Bruins d'UCLA en NCAA. Il est classé le 50e meilleur lycéen des États-Unis selon ESPN. Il est sous les commandes de Steve Alford. Zach a eu un fort impact au sein de l'effectif des Bruins. Il tournait à 14 points sur ses 10 premiers matchs universitaires. Durant sa seule saison en NCAA, il tourne à 9,4 points, 2,5 rebonds et 1,9 passe décisive.
Le 28 mars, il annonce qu'il se présente à la Draft 2014 de la NBA.
Le 23 mai, lors du work-out à Los Angeles, il impressionne par ses qualités athlétiques. Le 4 juin, lors d'un work-out avec les Lakers de Los Angeles, sa détente a été mesurée à 1,17 m,.

### Carrière professionnelle

#### Timberwolves du Minnesota (2014-2017)

##### Saison 2014-2015
Lors de la Draft 2014 de la NBA, le 26 juin 2014, il est sélectionné en 13e position par les Timberwolves du Minnesota. Lorsqu'il entend son nom, on peut lire sur ses lèvres un « Fuck Me » , il expliqua plus tard qu'il avait dit  « Fuck Man »
Le 8 juillet, il signe son premier contrat professionnel avec les Timberwolves.
Durant sa saison Rookie, Zach LaVine s'est bien adapté au jeu de la NBA, certains analystes pensaient qu'il allait se perdre en NBA. Il réalise de très bonnes performances surtout au mois de mars et d'avril. Sur les 20 derniers matchs, il tournait à plus 17 points, 5 rebonds et 6 passes décisives.

##### Saison 2015-2016
Le 12 février 2016, il remporte le trophée de MVP du Rising Stars Challenge lors du NBA All-Star Game 2016.
Le 13 février 2016, il conserve son trophée au Slam Dunk Contest 2016 dans un duel épique avec Aaron Gordon. Ils doivent se départager en réalisant deux dunks supplémentaires en finale, le concours a été comparé à celui qui a opposé Michael Jordan et Dominique Wilkins en 1988.

##### Saison 2016-2017
Le 24 octobre 2016, les Timberwolves activent leur option d'équipe sur la quatrième année du contrat rookie de LaVine, le prolongeant jusqu'à la saison 2017-2018. Le 9 novembre, il renouvelle son record en carrière en marquant 37 points lors de la victoire 123 à 107 contre le Magic d'Orlando. Le 23 décembre, il bat ce record avec 40 points et marque sept paniers à trois points pour la deuxième fois de sa carrière, lors de la défaite 109 à 105 chez les Kings de Sacramento ; il a marqué 19 points lors du second quart-temps, son second plus grand total de points sur un quart-temps en carrière, le premier est à 20 points lors du quatrième quart-temps contre les Warriors de Golden State, le 11 avril 2015. Le 4 février 2017, LaVine doit mettre un terme à saison après une IRM qui diagnostique une rupture du ligament croisé antérieur de son genou gauche. Dix jours plus tard, il subit une opération pour reconstruire son genou.

#### Bulls de Chicago (2017-2025)
Le 22 juin 2017, Zach LaVine est transféré, avec Kris Dunn et les droits de Lauri Markkanen (le 7e choix de la draft 2017), chez les Bulls de Chicago en échange de Jimmy Butler et les droits de Justin Patton (le 16e choix de la draft 2017).
Le 6 juillet 2018, les Kings de Sacramento offrent un contrat de 80 millions de dollars sur quatre ans à Zach LaVine, les Bulls s'alignent ensuite sur l'offre et conservent le joueur.
En février 2021, il est sélectionné pour la première fois au NBA All-Star Game.
À l'été 2022, les Bulls prolongent son contrat pour 215 millions sur cinq ans.
Il manque la fin de la saison régulière 2023-2024 à cause d'une fracture de Jones (en) (au cinquième métatarsien) du pied droit en janvier 2024.

#### Kings de Sacramento (depuis 2025)
Le 3 février 2025, Zach LaVine est transféré en direction des Kings de Sacramento dans un échange en triangle incluant les Kings, les Bulls de Chicago et les Spurs de San Antonio,,. Il retrouve notamment DeMar DeRozan, son coéquipier aux Bulls de Chicago entre 2021 et 2024,.
Le 16 avril 2025, son équipe est éliminée du Play-In Tournament suite à sa défaite contre les Mavericks de Dallas sur le score de 120-106,,.

## Palmarès

### En NBA
- 2 sélections au NBA All-Star Game en 2021 et 2022.
- All Star Game vainqueur du Slam Dunk Contest (2015)
- All Star Game vainqueur du Slam Dunk Contest (2016)[24].
- NBA All-Rookie Second Team en 2014-2015.
- MVP du BBVA Rising Star (2016).

### À l'université
- Pac-12 All-Freshman Team (2014)

### Au lycée
- AP Washington Player of the Year (2013)
- Washington Mr. Basketball (2013)

### En sélection nationale
- Médaille d'or aux Jeux olympiques 2020.

## Statistiques

### Universitaires
Les statistiques en matchs universitaires de Zach LaVine sont les suivantes :
| Saison    | Équipe | Matchs | Titul. | Min./m | % Tir | % 3pts | % LF | Rbds/m. | Pass/m. | Int/m. | Ctr/m. | Pts/m. |
| --------- | ------ | ------ | ------ | ------ | ----- | ------ | ---- | ------- | ------- | ------ | ------ | ------ |
| 2013-2014 | UCLA   | 37     | 1      | 24,4   | 44,1  | 37,5   | 69,1 | 2,54    | 1,78    | 0,89   | 0,16   | 9,43   |
| Total     | Total  | 37     | 1      | 24,4   | 44,1  | 37,5   | 69,1 | 2,54    | 1,78    | 0,89   | 0,16   | 9,43   |

### NBA

#### Saison régulière
Les statistiques en matchs NBA de Zach LaVine sont les suivantes :
| Saison        | Équipe        | Matchs | Titul. | Min./m | % Tir | % 3pts | % LF | Rbds/m. | Pass/m. | Int/m. | Ctr/m. | Pts/m. |
| ------------- | ------------- | ------ | ------ | ------ | ----- | ------ | ---- | ------- | ------- | ------ | ------ | ------ |
| 2014-2015     | Minnesota     | 77     | 40     | 24,7   | 42,2  | 34,1   | 84,2 | 2,78    | 3,58    | 0,70   | 0,13   | 10,10  |
| 2015-2016     | Minnesota     | 82     | 33     | 28,0   | 45,2  | 38,9   | 79,3 | 2,78    | 3,06    | 0,84   | 0,21   | 14,02  |
| 2016-2017     | Minnesota     | 47     | 47     | 37,2   | 45,9  | 38,8   | 83,6 | 3,40    | 2,98    | 0,87   | 0,21   | 18,91  |
| 2017-2018     | Chicago       | 24     | 24     | 27,3   | 38,3  | 34,1   | 81,3 | 3,92    | 3,00    | 1,00   | 0,17   | 16,71  |
| 2018-2019     | Chicago       | 63     | 62     | 34,5   | 46,7  | 37,4   | 83,2 | 4,67    | 4,49    | 0,95   | 0,41   | 23,68  |
| 2019-2020     | Chicago       | 60     | 60     | 34,8   | 45,0  | 38,0   | 80,2 | 4,82    | 4,23    | 1,47   | 0,47   | 25,50  |
| 2020-2021     | Chicago       | 58     | 58     | 35,1   | 50,7  | 41,9   | 84,9 | 4,98    | 4,86    | 0,79   | 0,47   | 27,43  |
| 2021-2022     | Chicago       | 67     | 67     | 34,7   | 47,6  | 38,9   | 85,3 | 4,60    | 4,52    | 0,61   | 0,34   | 24,40  |
| 2022-2023     | Chicago       | 77     | 77     | 36,0   | 48,5  | 37,5   | 84,8 | 4,48    | 4,25    | 0,90   | 0,23   | 24,84  |
| 2023-2024     | Chicago       | 25     | 23     | 34,9   | 45,2  | 34,9   | 85,4 | 5,16    | 3,92    | 0,84   | 0,32   | 19,48  |
| 2024-2025     | Chicago       | 42     | 42     | 34,1   | 51,1  | 44,6   | 79,7 | 4,80    | 4,50    | 0,90   | 0,20   | 24,00  |
| Total         | Total         | 622    | 533    | 32,6   | 46,8  | 38,7   | 83,1 | 4,10    | 4,00    | 0,90   | 0,30   | 20,70  |
| All-Star Game | All-Star Game | 2      | 0      | 19,5   | 58,8  | 40,0   | 50,0 | 3,50    | 3,00    | 1,50   | 0,00   | 12,50  |

Mise à jour le 4 février 2025

#### Playoffs
| Saison   | Équipe   | Matchs | Titul. | Min./m | % Tir | % 3pts | % LF | Rbds/m. | Pass/m. | Int/m. | Ctr/m. | Pts/m. |
| -------- | -------- | ------ | ------ | ------ | ----- | ------ | ---- | ------- | ------- | ------ | ------ | ------ |
| 2022     | Chicago  | 4      | 4      | 38,3   | 42,9  | 37,5   | 93,3 | 5,30    | 6,00    | 0,80   | 0,30   | 19,30  |
| Carrière | Carrière | 4      | 4      | 38,3   | 42,9  | 37,5   | 93,3 | 5,30    | 6,00    | 0,80   | 0,30   | 19,30  |

Mise à jour le 2 octobre 2022

## Records sur une rencontre en NBA
Les records personnels de Zach LaVine en NBA sont les suivants, :
| Record de la franchise |

| Type de statistique        | Saison régulière | Saison régulière           | Saison régulière | Playoffs | Playoffs             | Playoffs      |
| Type de statistique        | Record           | Adversaire                 | Date             | Record   | Adversaire           | Date          |
| -------------------------- | ---------------- | -------------------------- | ---------------- | -------- | -------------------- | ------------- |
| Points                     | 51               | @ Pistons de Détroit       | 28 octobre 2023  | 24       | Bucks de Milwaukee   | 24 avril 2022 |
| Paniers marqués            | 19               | 3 fois                     | 3 fois           | 8        | Bucks de Milwaukee   | 24 avril 2022 |
| Paniers tentés             | 35               | 2 fois                     | 2 fois           | 19       | @ Bucks de Milwaukee | 17 avril 2022 |
| Paniers à 3 points réussis | 13               | @ Hornets de Charlotte     | 23 novembre 2019 | 3        | @ Bucks de Milwaukee | 20 avril 2022 |
| Paniers à 3 points tentés  | 17               | @ Hornets de Charlotte     | 23 novembre 2019 | 10       | @ Bucks de Milwaukee | 17 avril 2022 |
| Lancers francs réussis     | 12               | Rockets de Houston         | 3 novembre 2018  | 6        | Bucks de Milwaukee   | 24 avril 2022 |
| Lancers francs tentés      | 14               | 3 fois                     | 3 fois           | 6        | Bucks de Milwaukee   | 24 avril 2022 |
| Rebonds offensifs          | 3                | 8 fois                     | 8 fois           | -        | -                    | -             |
| Rebonds défensifs          | 14               | Clippers de Los Angeles    | 31 janvier 2023  | 10       | @ Bucks de Milwaukee | 17 avril 2022 |
| Rebonds totaux             | 14               | Clippers de Los Angeles    | 31 janvier 2023  | 10       | @ Bucks de Milwaukee | 17 avril 2022 |
| Passes décisives           | 14               | @ Warriors de Golden State | 27 décembre 2014 | 13       | Bucks de Milwaukee   | 24 avril 2022 |
| Interceptions              | 5                | Cavaliers de Cleveland     | 18 janvier 2020  | 1        | 3 fois               | 3 fois        |
| Contres                    | 3                | 2 fois                     | 2 fois           | 1        | @ Bucks de Milwaukee | 17 avril 2022 |
| Balles perdues             | 9                | 4 fois                     | 4 fois           | 4        | @ Bucks de Milwaukee | 20 avril 2022 |
| Minutes jouées             | 56               | @ Hawks d'Atlanta          | 1er mars 2019    | 43       | @ Bucks de Milwaukee | 20 avril 2022 |

- Double-double : 21 (dont 2 en playoffs)
- Triple-double : 0

Dernière mise à jour : 4 mars 2025

## Salaires
Les gains de Zach LaVine en carrière sont les suivants :
| Saison      | Équipe                    | Salaire      |
| ----------- | ------------------------- | ------------ |
| 2014-2015   | Timberwolves du Minnesota | 2 055 840 $  |
| 2015-2016   | Timberwolves du Minnesota | 2 148 360 $  |
| 2016-2017   | Timberwolves du Minnesota | 2 240 880 $  |
| 2017-2018   | Bulls de Chicago          | 3 202 217 $  |
| 2018-2019   | Bulls de Chicago          | 19 500 000 $ |
| 2019-2020   | Bulls de Chicago          | 19 500 000 $ |
| 2020-2021   | Bulls de Chicago          | 19 500 000 $ |
| 2021-2022   | Bulls de Chicago          | 19 500 000 $ |
| Total Gains | Total Gains               | 87 647 297 $ |
| 2022-2023   | Bulls de Chicago          | 37 096 500 $ |
| 2023-2024   | Bulls de Chicago          | 40 064 220 $ |
| 2024-2025   | Bulls de Chicago          | 43 031 940 $ |
| 2025-2026   | Bulls de Chicago          | 45 999 660 $ |
| 2026-2027   | Bulls de Chicago          | 48 967 380 $ |